# Josef K. Band
Josef K. Band var ett rockband som var verksamt i början av 1980-talet.
Josef K. Band tillkom genom ombildning av det tidigare bandet Musiktruppen Guran, baserat i skånska Billinge. Medlemmar i bandet var Krister Anderberg (gitarr), Björn Engström (gitarr, sång), Lave Lindholm (klaviatur, sång), Per-Arne Persson (gitarr, munspel), Roland Svensson (bas, sång) och Per-Henry Scott (trummor). Bandet gav ut singlarna Resignation/På tisdag  (1980, Amalthea, AMS 18), Kreditkort/Om jag var tjej  (1981, Amalthea AMS 2004) och albumet Greatest Hits 1 (1982, Amalthea AM 24) innan man upplöstes.